# Nemzetbiztonság Bt.
A Nemzetbiztonság Bt. (eredeti cím: National Security) 2003-ban bemutatott amerikai akció-filmvígjáték, melyet Dennis Dugan rendezett, Martin Lawrence és Steve Zahn főszereplésével. További szerepben Bill Duke, Eric Roberts, Colm Feore és Matt McCoy látható.
A filmet 2003. január 17-én mutatták be az Amerikai Egyesült Államokban, míg Magyarországon február 13-án az InterCom Zrt. jóvoltából. Világszerte több mint 54 millió dolláros bevételt hozott. A projektet Los Angeles különböző helyszínein forgatták, többek között Long Beachen és Santa Claritában.

## Rövid történet
Két össze nem illő biztonsági őr elhatározza, hogy együttes erővel lefülelnek egy csempészbandát.

## Cselekmény
Két Los Angeles-i rendőr, Hank Rafferty (Steve Zahn) és Charlie Reed egy raktárrablás után nyomoz; ott felfedezik a rablóbandát, akik közül az egyik megöli Charlie-t, majd elmenekülnek.
Eközben Earl Montgomery (Martin Lawrence) életre szóló álma az, hogy rendőr lehessen, de ez meghiúsul, amikor megbukik a rendőrakadémia vizsgáján, amikor véletlenül robbanást okozott. Miután Hank figyelmeztetést kap Frank McDuff nyomozótól, mert beavatkozott Charlie halálának kivizsgálásába, találkozik Earl-lel, amikor észreveszi, hogy az megpróbál bejutni a saját kocsijába, miután véletlenül bezárta a kulcsát. Amikor Hank kérdőre vonja Earlt, a férfi kötekedik és sértegetni kezdi Hanket olyannyira, hogy Hank letartóztatja. Egy lódarázs is megjelenik, amire Earl allergiás, ezért pánikba esik. Messziről úgy tűnik, mintha Hank brutálisan bántalmazná Earlt, pedig valójában a csípést próbálja hárítani a botjával; egy férfi videóra veszi az esetet. A terhelő filmfelvétel és a rosszindulatú Earl miatt, aki hazudik a rendőr brutalitásáról, Hanket elbocsátják a rendőrségtől, és súlyos testi sértéssel vádolják Earl ellen. Hat hónap börtönbüntetésre ítélik.
Szabadulása után Hank biztonsági őrként vállal munkát, és folytatja a nyomozást Charlie halála ügyében. Egy üdítőraktárban riasztást észlelve Hank odamegy, hogy megnézze, mi történt. Earl, aki ugyanannál a biztonsági cégnél dolgozik, szolgálatban van a raktárban, de inkább csak lazsál. Hank félbeszakítja a rablást, és a gengszterekkel lövöldözés tör ki, amelynek során Hank és Earl útjai keresztezik egymást. Mindketten üldözőbe veszik a tolvajokat, de a rendőrség gyorshajtás miatt megállítja őket.
Az egyik tolvaj elejt egy mobiltelefont, ami egy nyerges vontatóhoz vezeti őket. A teherautóban Hank és Earl megtalálja a tolvajok furgonját. Earl megpróbálja elkötni a furgont, de véletlenül beindítja a riasztót, amire felfigyelnek a tolvajok. Egy rövid lövöldözés után Hank és Earl kihajtja a furgont a teherautóból, és elmenekülnek. A furgonban közönséges söröshordóknak tűnő tárgyak vannak; Hank megvizsgálja őket egy öntödében, ahol megtudják, hogy a hordók valójában milliókat érő űrtechnikai ötvözetből készültek. Hank elviszi a furgont és a hordókat volt barátnője, Denise házába. Miután Hanket letartóztatták, szakítottak, és Hank megkéri Earl-t, hogy mondja el Denise-nek az igazat a „támadásról”. Earl megígéri, de amikor meglátja, hogy Denise egy vonzó fekete nő, megszegi az ígéretét, és újra az áldozatot játszva elkezd kikezdeni vele. Ez újabb veszekedést okoz közöttük, és Denise mindkettőjüket kirúgja. A heves vita után Hank arcon vágja Earlt, majd elviharzik. Később a párost sarokba szorítja a rendőrség, megtudva, hogy ők a korábbi lövöldözés gyanúsítottjai. Megszöknek, és Hank rájön, hogy a tolvajoknak van egy beépített emberük a rendőrségen belül.
Aznap este a páros lenyomozza a furgon tulajdonosának címét, és megfigyelik a helyet, de Earl egyedül megy be, és szembekerül a tolvajokkal. Hank éppen akkor érkezik, amikor Earlt lábon lövik, és mielőtt elmenekülnek, felismeri az egyik tolvajt, Nash-t, mint Charlie gyilkosát. Amikor Hank elviszi Earlt Denise-hez, hogy ellássa a sebét (amelyről kiderül, hogy csupán horzsolás), egy lódarázs repül be a házba, Earl pedig fedezékbe bújik, ekkor Denise rájön, hogy Hank története az Earl elleni „támadásról” valójában igaz. Megpofozza Earlt a hazugságért, és kibékül Hankkel.
Egy Nash-től hallott dolog alapján követik őt egy jachtklubban tartott találkozóra, és szemtanúi lesznek, ahogy McDuffal beszélget, akiről kiderül, hogy Nash beépített embere. Hank és Earl mindent, amit tudnak, megosztanak Hank korábbi főnökével, Washington hadnaggyal, majd úgy tesznek, mintha megkörnyékeznék McDuffot, és felajánlják neki, hogy 1 millió dollárért visszaadják neki a „söröshordókat”. Nash azonban tudomást szerez terveikről, és először Washingtont ejti túszul.
A másnapi összecsapás során Earl és Hank a part közelében találkozik McDuffal, Nash-sel és az embereikkel, majd próbálják megmenteni Washingtont, de véletlenül lövöldözésbe kezdenek, a triónak végül sikerül megölnie vagy elfognia Nash bandájának nagy részét, köztük McDuffot is. Hanket meglövik, de túléli, és végül megöli Nasht; egy közeli daru emelőhorgát egy instabil sziklatáblára ejti, amelyen Nash áll, és az az óceánba katapultálja, megölve őt, ezzel megbosszulva Charlie halálát.
További hat hónappal később, hősies tetteik tiszteletére Hanket visszaveszik a Los Angeles-i rendőrséghez, Earl pedig felvételt nyer a testületbe, és társak lesznek.
Találkoznak egy hasonló helyzettel, mint ahol megismerkedtek, ahol egy férfi látszólag kizárta magát az autójából. Earl segít a férfin, de megtudja, hogy valójában autótolvaj. Sikeresen megállítja a tolvajt azzal, hogy rálő az autóra, de a jármű nem sokkal később felrobban.

## Szereplők
(A magyar hangok a szereposztás mellett feltüntetve)
- Martin Lawrence – Earl Montgomery – Kálloy Molnár Péter
- Steve Zahn – Hank Rafferty – Stohl András
- Colm Feore – Frank McDuff nyomozó – Tarján Péter
- Bill Duke – Washington hadnagy – Barbinek Péter
- Eric Roberts – Nash – Kőszegi Ákos
- Timothy Busfield – Charlie Reed – Csuja Imre
- Robinne Lee – Denise – Pikali Gerda
- Matt McCoy – Robert Barton ügyész – Kárpáti Levente
- Brett Cullen – Heston – Rosta Sándor
- Mari Morrow – Lola – Ullmann Mónika
- Stephen Tobolowsky – Billy Narthax – Bácskai János
- Margaret Travolta – bíró –
- Noel Gugliemi – latin fegyenc – Sótonyi Gábor
- Jonathan Loughran – szarkasztikus zsaru –
- Leslie Jones – Kamionos nő (Britney) –
- Hal Fishman – Önmaga – Konrád Antal
- Martin Klebba – biztonsági őr (stáblistán nem szerepel)

## Fordítás
- Ez a szócikk részben vagy egészben  a   National Security (2003 film) című angol Wikipédia-szócikk fordításán alapul.  Az eredeti cikk szerkesztőit annak laptörténete sorolja fel. Ez a jelzés csupán a megfogalmazás eredetét és a szerzői jogokat jelzi, nem szolgál a cikkben szereplő információk forrásmegjelöléseként.